# Baloncesto en silla de ruedas en los Juegos Paralímpicos de París 2024
El Baloncesto en silla de ruedas en los Juegos Paralímpicos de París 2024 se llevó a cabo del 29 de agosto al 8 de septiembre en el Bercy Arena en París, Francia con la participación de ocho equipos en masculino y femenino.

## Clasificación
Se presentó un cambio de formato con respecto a la edición anterior. Las mejores cuatro naciones de sus respectivas zonas clasifican al torneo. Los demás salen de un repechaje basados en su resultado en el Campeonato Mundial. El anfitrión y el país sede del repechaje clasificaron al torneo, pasando de 10 participantes a ocho.

### Masculino
| Clasificatorio                          | Fecha                      | Sede     | Plazas | Clasificado                                                  |
| --------------------------------------- | -------------------------- | -------- | ------ | ------------------------------------------------------------ |
| Campeonato Para Europeo 2023            | 8-20 de agosto de 2023     | Róterdam | 2      | Reino Unido (GBR) España (ESP)                               |
| Juegos Parapanamericanos de 2023        | 17-26 de noviembre de 2023 | Santiago | 1      | Estados Unidos (USA)                                         |
| Campeonato de la IWBF Asia-Oceanía 2024 | 12-20 de enero de 2024     | Bangkok  | 1      | Australia (AUS)                                              |
| Repechaje de la IWBF 2024               | 12-15 de abril de 2024     | Antibes  | 4      | Canadá (CAN) Francia (FRA) Alemania (GER) Países Bajos (NED) |
| Total                                   |                            |          | 8      |                                                              |

### Femenino
| Clasificatorio                    | Fecha                      | Sede     | Plazas | Clasificado                                          |
| --------------------------------- | -------------------------- | -------- | ------ | ---------------------------------------------------- |
| Campeonato Para Europeo de 2023   | 8-20 de agosto de 2023     | Róterdam | 2      | Reino Unido (GBR) Países Bajos (NED)                 |
| Juegos Parapanamericanos de 2023  | 17-26 de noviembre de 2023 | Santiago | 1      | Estados Unidos (USA)                                 |
| Campeonato IWBF Asia-Oceanía 2024 | 12-20 de enero de 2024     | Bangkok  | 1      | República Popular China (CHN)                        |
| Repechaje de la IWBF 2024         | 17-20 de abril de 2024     | Osaka    | 4      | Alemania (GER) Japón (JPN) España (ESP) Canadá (CAN) |
| Total                             |                            |          | 8      |                                                      |

## Resultados
| Evento    | Oro                  | Plata                | Bronce                        |
| --------- | -------------------- | -------------------- | ----------------------------- |
| Masculino | Estados Unidos (USA) | Reino Unido (GBR)    | Alemania (GER)                |
| Femenino  | Países Bajos (NED)   | Estados Unidos (USA) | República Popular China (CHN) |